# Norberto Massoni
Norberto Massoni (Sarmiento, 29 de enero de 1935-Trelew, 27 de abril de 2010) fue un abogado y político argentino de la Unión Cívica Radical, que se desempeñó como senador nacional por la provincia del Chubut entre 2003 y 2009.

## Biografía
Nació en Sarmiento (Chubut) en 1935. Estudió abogacía en la Facultad de Derecho de la Universidad de Buenos Aires, graduándose en 1961. En las décadas de 1960 y 1970 trabajó como representante y asesor en varias entidades comerciales y financieras en Chubut, destacándose la Cámara de Comercio de Comodoro Rivadavia, como así también para los municipios de Sarmiento y Comodoro Rivadavia. Fundó el estudio jurídico Massoni, Escribano & Asociados.
Fue director del Banco del Chubut, entre 1970 y 1972, y ministro de Economía de la provincia entre 1972 y 1973, bajo la intervención federal de facto del contralmirante Jorge Costa.
Regresó a la política en 1984, como ministro de Cultura y Educación de Chubut hasta 1985, durante la gobernación de Atilio Oscar Viglione. Se desempeñó como Ministro de Educación y Justicia entre 1995 y 1999, bajo el gobernador Carlos Maestro. Dirigió el equipo de asesoría legal de la municipalidad de Comodoro Rivadavia de 1999 a 2002, durante la intendencia de Jorge Aubía, y fue presidente del Banco del Chubut S.A. entre mayo de 2002 y septiembre de 2003.
Fue elegido senador nacional por la provincia del Chubut en 2003, siendo vicepresidente de las comisiones de acuerdos y de «Seguimiento y Coordinación para la Confección del Digesto Jurídico Argentino - Ley 24.967». En 2005 integró el Consejo de la Magistratura de la Nación. Su mandato como senador terminó el 10 de diciembre de 2009.
Falleció en Trelew, en abril de 2010, a los 75 años.
Su hijo Federico, también es político y ha sido ministro del gobierno provincial.